# Spermacoce aprica
Spermacoce aprica är en måreväxtart som först beskrevs av William Philip Hiern, och fick sitt nu gällande namn av Rafaël Herman Anna Govaerts. Spermacoce aprica ingår i släktet Spermacoce och familjen måreväxter. Inga underarter finns listade i Catalogue of Life.